# Trout Mask Replica
Trout Mask Replica (рус. Копия маски форели) — третий студийный альбом Дона ван Влита (известного под псевдонимом Капитан Бифхарт) и его группы The Magic Band, спродюсированный другом и бывшим одноклассником Влита Фрэнком Заппой и выпущенный в июне 1969 года на лейбле последнего Straight Records. Сочетающий в себе элементы блюза, авангарда, фри-джаза и других жанров американской музыки, альбом считается важной работой экспериментальной музыки, оказавшей значительное влияние на альтернативный рок и пост-панк.

## Об альбоме

### Создание
Кроме влияния блюза и фри-джаза, в альбоме также присутствуют элементы фолка, авангарда и других разнообразных музыкальных жанров. Вокальный диапазон Ван Влита колебался от блюзовых завываний до дикого фальцета и лаконичных бормотаний. Тексты содержат всевозможные отсылки на такие темы, как история музыки, американская и международная политика, Холокост, любовь и сексуальность, Стивен Райх, госпел, конформность и влияние человека на его окружение.
Согласно Ван Влиту, все песни были написаны за одну восьмичасовую сессию. Участники группы утверждали, что песни «Moonlight on Vermont» и «Sugar ’n Spikes» были написаны в декабре 1967 года, тогда как «Veteran’s Day Poppy» была написана в конце мая/начале июня 1968 года. Большинство остальных песен были сочинены в течение нескольких месяцев летом и осенью 1968 года в беспрецедентном процессе экспериментирования. Одним из влияний на процесс написания была плёнка, которую Гэри Маркер, друг Ван Влита, проиграл ему. Маркер, будучи звукорежиссёром, мог соединять части разных записей так, чтобы при переходе они звучали плавно и поддерживали последовательный бит, несмотря на различные источники. Когда Ван Влит услышал плёнку, то воскликнул: «Вот это — то, что мне нужно!».
Основным инструментом для написания песен Ван Влиту служило фортепиано. Так как он никогда раньше не играл на нём и не имел особых музыкальных знаний, у него была возможность экспериментировать без предвзятых идей музыкальной формы и структуры. Ван Влит сидел за фортепиано до тех пор, пока у него не возникал понравившийся ему ритмический или мелодический рисунок. Майк Барнс сравнил этот подход с «диссидентской непочтительностью к классическим традициям» Джона Кейджа. После этого Джон Френч аранжировал этот рисунок, по своей структуре обычно не превышавший один-два такта, в нотную запись. Затем Френч соединял все фрагменты в единую композицию и, самостоятельно решая, какую партию исполнять на каком инструменте, показывал каждому музыканту его часть. Однако окончательно решение по форме каждой песни выносил Ван Влит.

«80% альбома он сделал, вышибая мозги из фортепиано, создавая ритм и понятия не имея, что значат все эти белые и чёрные штуки. Потом Джон Френч, ударник, обычно записывал всё это в нотах и распределял на партии каждому музыканту. В общем, все идеи у него строились не на тональностях, а на ритме, потому что это было единственное, что он мог предложить как не музыкант. И вот, когда Джон преобразовывал это в ноты и сидел, разбирал с каждым его партию, возникали ситуации, когда попадаются, допустим, какие-то семь нот, и ты вскидываешь голову и говоришь: „А как я сыграю эти семь нот на шести струнах?“. Тогда нам приходилось как-то изголяться и сделать это как можно более похоже на то, что он сыграл. Я даже не понимаю, почему мы это делали, ведь он понятия не имел, что он играет», — Билл Хаклроуд.

«Всё дело в том, что я понял, что их нельзя использовать как музыкантов. Я пытался научить их скульптуре насколько это возможно не переходя в эту форму», — Ван Влит.

Также Хаклроуд отметил, «как бессистемно создавалась каждая партия по отдельности, а потом хирургическим путём их склеивали вместе». После созданная таким образом песня всякий раз игралась точно так же, избегая какой-либо импровизации — подход, типичный для популярной музыки, предпочитающей придерживаться формальной композиции. Хаклроуд: «Мы играли одинаково каждый вечер. Удивительно одинаково всякий раз. Единственное, что могло меняться, это темп — в зависимости от нервного состояния в тот день. Это были обычные рутинные репетиции, как у любой группы».
Френч утверждал, что около 3/4 всех песен были сочинены за фортепиано. Остальные состояли преимущественно из партий, которые Ван Влит просто насвистел. «Ему нравились любые мелодии, которые имели в себе повторение. Он сразу говорил: „О, это круто! Давайте сыграем так ещё раз“. А ещё он насвистывал мелодии, в этом он был специалистом, у него здорово получалось. Сидит, насвистывает, выпуская при этом кольца дыма. Это было как волшебное шоу» — Хаклроуд. Иногда часть песни сочинялась на фортепиано, в то время как остальные были насвистаны. Песни «Well», «The Dust Blows Forward and the Dust Blows Back» и «Orange Claw Hammer» представляли собой сольные вокальные номера без какого-либо аккомпанемента, а «China Pig» была спонтанной импровизацией. В 1991 году Ван Влит описал альбом как «попытку расширить сознание сразу во многих направлениях, но ни на чём не зацикливаться при этом — вот что я пытался сделать».
В некоторых песнях есть фрагменты, заимствованные из других, в том числе довольно известных песен. Например, гитарная партия в «Veteran’s Day Poppy» была взята из песни Джина Отри «Rancho Grande», а в основу средней части «Sugar ’n Spikes» лёг мелодический фрагмент из Concierto de Aranjuez Майлза Дэвиса. В «Pachuco Cadaver» была использована мелодия из песни «Shortnin’ Bread» Джеймса Райли, в то время как строчка «come out to show dem» в «Moonlight on Vermont» была взята из композиции Стивена Райха «Come Out». Кроме этого, «Moonlight on Vermont» также включает в себя припев госпел-песни «Old-Time Religion». Из немузыкального влияния в альбоме есть инструментальная композиция «Dali’s Car», которая была вдохновлена просмотром известной инсталляции Сальвадора Дали «Дождливое такси».

### Запись
«Moonlight on Vermont» и «Veteran’s Day Poppy» были записаны в августе 1968 года в студии Sunset Sound Recorders, примерно за семь месяцев до записи всех остальных песен. В то время группа состояла из Ван Влита, Билла Хаклроуда и Джеффа Коттона на гитарах, Джона Френча на ударных, и Гэри Маркера, который временно занимал место бас-гитариста, которым до этого был Джерри Хэндли. Около месяца спустя к группе присоединился постоянный бас-гитарист Марк Бостон. В этом составе группа записала остальные песни, а Виктор Хэйден, двоюродный брат Ван Влита, иногда подыгрывал на бас-кларнете.
У Заппы была идея записать альбом по ходу репетиций прямо в доме, где группа жила коммуной. Работая с Заппой и звукоинженером Диком Канком, группа даже записала несколько предварительных минусов в доме на Вудленд-Хиллз с совершенно натуральной локализацией звука: каждый инструмент записывался в разных комнатах. По мнению Заппы записи получились довольно неплохи, однако Ван Влит решил, что Заппа просто хочет сэкономить таким образом и стал настаивать на записи в профессиональной студии. Заппа говорил, что «объяснить ему что-либо было невозможно. Мне кажется, если ему что-нибудь придёт в голову, лучше всего молчать в тряпочку и не вмешиваться, и пусть делает, что хочет, независимо от того, прав он или нет». Из записей сделанных целиком дома в альбом попала инструментальная «Hair Pie: Bake 1». Два вокальных номера безо всякого музыкального сопровождения, «The Dust Blows Forward ’n The Dust Blows Back» и «Orange Claw Hammer», а также сымпровизированный блюз «China Pig», где Ван Влиту аккомпанирует на гитаре бывший участник группы Дуг Мун, были записаны в доме на обычный кассетный магнитофон. «The Blimp» была записана Заппой в студии во время разговора с Ван Влитом по телефону; Джефф Коттон взял трубку, чтобы прочитать новую поэму Ван Влита, написанную под впечатлением от просмотра драматических кадров кинохроники катастрофы дирижабля Гинденбург. Заппа использовал записанный текст дважды: кроме версии на Trout Mask Replica, Заппа наложил его на минус песни The Mothers of Invention «Charles Ives», названной по имени американского композитора-модерниста Чарльза Айвза. Эта версия вышла лишь в июле 1992 года в альбоме You Can’t Do That on Stage Anymore, Vol. 5.
Будучи в студии «Whitney» в Лос-Анджелесе, за одну шестичасовую сессию группа записала 20 инструментальных треков. Следующие несколько дней Ван Влит отдельно записывал свой вокал. Однако вместо того, чтобы записываться в наушниках, он пел прислушиваясь к слабо доносящейся из контрольной комнаты инструментальной дорожке. В результате этого вокал звучит не совсем синхронно с группой; на вопрос о синхронизации Ван Влит ответил: «Это то, что они делают перед нападением десантников, не так ли?».

## Список композиций
| №  | Название                                        | Длительность |
| -- | ----------------------------------------------- | ------------ |
| 1. | «Frownland»                                     | 1:41         |
| 2. | «The Dust Blows Forward ’n the Dust Blows Back» | 1:53         |
| 3. | «Dachau Blues»                                  | 2:21         |
| 4. | «Ella Guru»                                     | 2:26         |
| 5. | «Hair Pie: Bake 1»                              | 4:58         |
| 6. | «Moonlight on Vermont»                          | 3:59         |

| №   | Название                         | Длительность |
| --- | -------------------------------- | ------------ |
| 7.  | «Pachuco Cadaver»                | 4:40         |
| 8.  | «Bills Corpse»                   | 1:48         |
| 9.  | «Sweet Sweet Bulbs»              | 2:21         |
| 10. | «Neon Meate Dream of a Octafish» | 2:25         |
| 11. | «China Pig»                      | 4:02         |
| 12. | «My Human Gets Me Blues»         | 2:26         |
| 13. | «Dali’s Car»                     | 1:26         |

| №   | Название                | Длительность |
| --- | ----------------------- | ------------ |
| 14. | «Hair Pie: Bake 2»      | 2:23         |
| 15. | «Pena»                  | 2:33         |
| 16. | «Well»                  | 2:07         |
| 17. | «When Big Joan Sets Up» | 5:18         |
| 18. | «Fallin’ Ditch»         | 2:08         |
| 19. | «Sugar ’n Spikes»       | 2:30         |
| 20. | «Ant Man Bee»           | 3:57         |

| №   | Название                       | Длительность |
| --- | ------------------------------ | ------------ |
| 21. | «Orange Claw Hammer»           | 3:34         |
| 22. | «Wild Life»                    | 3:09         |
| 23. | «She’s Too Much for My Mirror» | 1:40         |
| 24. | «Hobo Chang Ba»                | 2:02         |
| 25. | «The Blimp (mousetrapreplica)» | 2:04         |
| 26. | «Steal Softly thru Snow»       | 2:18         |
| 27. | «Old Fart at Play»             | 1:51         |
| 28. | «Veteran’s Day Poppy»          | 4:31         |

## Участники записи
- Дон ван Влит (Капитан Бифхарт) — вокал, саксофон, бас-кларнет, мюзет, шахнай, валторна

The Magic Band
- Билл Харклроуд — гитара, флейта
- Джефф Коттон — гитара, вокал («Pena», «The Blimp»)
- Виктор Хэйден — бас-кларнет, вокал
- Марк Бостон — бас-гитара
- Джон Френч — ударные, перкуссия

Дополнительные музыканты
- Дуг Мун — гитара («China Pig»)
- Дик Кунц — голос («She’s Too Much for My Mirror»)
- Гэри Маркер — бас-гитара («Moonlight on Vermont», «Veteran’s Day Poppy»)
- Фрэнк Заппа — голос («Ella Guru», «The Blimp», «Pena»)
- Рой Эстрада — бас-гитара («The Blimp»)
- Артур Трипп— ударные и перкуссия («The Blimp»)
- Дон Престон — фортепиано («The Blimp»)
- Йен Андервуд— саксофон («The Blimp»)
- Банк Гарднер — саксофон и труба («The Blimp»)